# Грб Јужноафричке Републике
Грб Јужноафричке Републике је званични хералдички симбол афричке државе Јужноафричке Републике. Грб је усвојен 27. априла 2000. године, на национални празник, Дан слободе. Првобитно, први грб Јужне Африке био је усвојен 1910. године.

## Нови грб
Године 1999, Министарство уметности, културе, науке и технологије покренуло је конкурс за нови грб Јужноафричке Републике. На конкурсу је усвојен грб којег је дизајнирао Јан Бекер. Нови грб представљен је јавности 27. априла 2000. године, на Дан слободе. Усвајање новог грба требало је да покаже демократске промене у Јужној Африци.
Грб се састоји од различитих овалних мотива који симболизују вечност. Овални облик грба симбол је космичког јајета из којег птица секретар шири крила. Ови мотиви импликују на симболичан препород и дух велике јужноафричке нације.

### Доњи део „постанка“
Први мотив на грбу је државно гесло у зеленом полукругу. На полукруг се с обе стране настављају по две слоновске кљове. Уз кљове се симетрично уздижу и снопови пшенице, који омеђују златни штит. Облик штита упућује на традиционални јужноафрички бубањ, а на њему се налазе две људске фигуре које се поздрављају. Ово је мотив са археолошког налазишта Којсан. Изнад штита стоје укрштени копље и борбени бат. Ови мотиви обележавају доњи овални део грба.
Државно гесло исписано је на Којсан језику, а у преводу гласи „Различити људи, уједините се“. Гесло импликује на јединство беле и црне расе у Јужној Африци. Снопови пшенице симбол су плодности, али исто тако и раста те развоја потенцијала појединца. Слонове кљове симбол су мудрости, снаге и вечности. Штит одржава идентитет и духовност јужноафричке нације, због чега садржи мотив из прадавних времена. Људске фигуре које се поздрављају, симбол су јединства. Копље и бат представљају одбрану и ауторитет, а налазе се у вертикалном положају што означава мир.

### Горњи део„уздизања“
У горњем овалном делу грба први мотив је биљка протеја. Стилизоване латице протеје шире се према птици секретару, која лети раширених крила. Излазеће сунце изнад секретарове главе означава затварање овалног облика, симбола космичког јајета. Комбинација доњих и горњих овалних облика симбол је непрекинутости и хармоније између основних природних елемената.
Протеја је симбол лепоте земље и рађање новог потенцијала препорођене Јужне Африке. На протеји су присутне све панафричке боје (зелена, жута, црвена и црна). Прица секретар представља природан процес раста и брзине. Њена раширена крила симбол су уздизања нације, која истовремено пружају заштиту. Излазеће сунце симбол је поновног рођења, знања и снаге воље. Оно симболише извор живота, светла и човечанство као целину.

## Историјски грб
Први грб Јужне Африке био је усвојен 17. септембра 1910. године, а одобрио га је краљ Џорџ V. То се десило неколико месеци после формирања Уније Јужне Африке. Грб је комбинација симбола четири провинције које су твориле Унију.
У горњем левом пољу налазила се фигура Наде, симбол Капске колоније. Два гнуа у горњем десном пољу била су симбол покрајине Натал. Наранџасто стабло симбол је Слободне Државе Оранж, а кола доле десно симбол су покрајине Трансвал. Држачи штита, две антилопе (лево спрингбок и десно орикс), узети су са бивших грбова колонија Оранж и Кејп. На штиту се налазила кацига, а на њој је стајао црвени лав, који је десном шапом придржавао сноп свезаног прућа, симбол јединства. Исод штита се протезала трака са државним геслом на латинском језику, „Јединство је снага“.
|           |           |           |
| 1910-1930 | 1930-1932 | 1932-2000 |